# Baa-atol
Het Baa-atol (Maalhosmadulu Dhekunuburi, of Maalhosmadulu Zuid) is een bestuurlijke divisie van de Maldiven.
De hoofdstad van het Baa-atol is Eydhafushi.

## Geografische indeling

### Atollen
De volgende atollen maken deel uit van het Baa-atol:
1. Fasdūtherē
2. Het zuidelijke deel van het Maalhosmadulhu-atol
3. Goifulhafehendhu-atol

### Eilanden
Het Baa-atol bestaat uit 75 eilanden waarvan er 13 bewoond zijn.
Haa Alif-atol · Haa Dhaalu-atol · Shaviyani-atol · Noonu-atol · Raa-atol · Baa-atol · Lhaviyani-atol · Kaafu-atol · Alif Alif-atol · Alif Dhaal-atol · Vaavu-atol · Meemu-atol · Faafu-atol · Dhaalu-atol · Thaa-atol · Laamu-atol · Gaafu Alif-atol · Gaafu Dhaalu-atol · Gnaviyani-atol · Seenu-atol · Malé